# Acosta (Falcón)
Pour les articles homonymes, voir Acosta.
Acosta est l'une des vingt-cinq municipalités de l'État de Falcón au Venezuela. Son chef-lieu est San Juan de los Cayos. En 2011, la population s'élève à 19 045 habitants.

## Géographie

### Subdivisions
La municipalité est divisée en quatre paroisses civiles avec chacune à sa tête une capitale (entre parenthèses) :
- Capadare (Capadare) ;
- La Pastora (La Pastora) ;
- Libertador (El Mene de San Lorenzo) ;
- San Juan de los Cayos (San Juan de los Cayos).